# Compaq Portable 386
Der Compaq Portable 386/20 ist ein IBM-kompatibler Computer in Form eines Portable. Er wurde 1987 von der Compaq Computer Corporation vorgestellt.
Er ist mit beachtlichen 11 kg Gewicht in der Standardausstattung einer der letzten Vertreter der „Koffercomputer“, hat dafür aber einen sehr leistungsfähigen Intel 80386-Prozessor verbaut. Im Gegensatz zu heutigen portablen Geräten besitzt er keinen Akku und wird von einem AT-Computernetzteil Strom versorgt, greift intern aber auf zumeist proprietäre Anschlüsse zurück.

## Technische Daten im Detail

### CPU und FPU

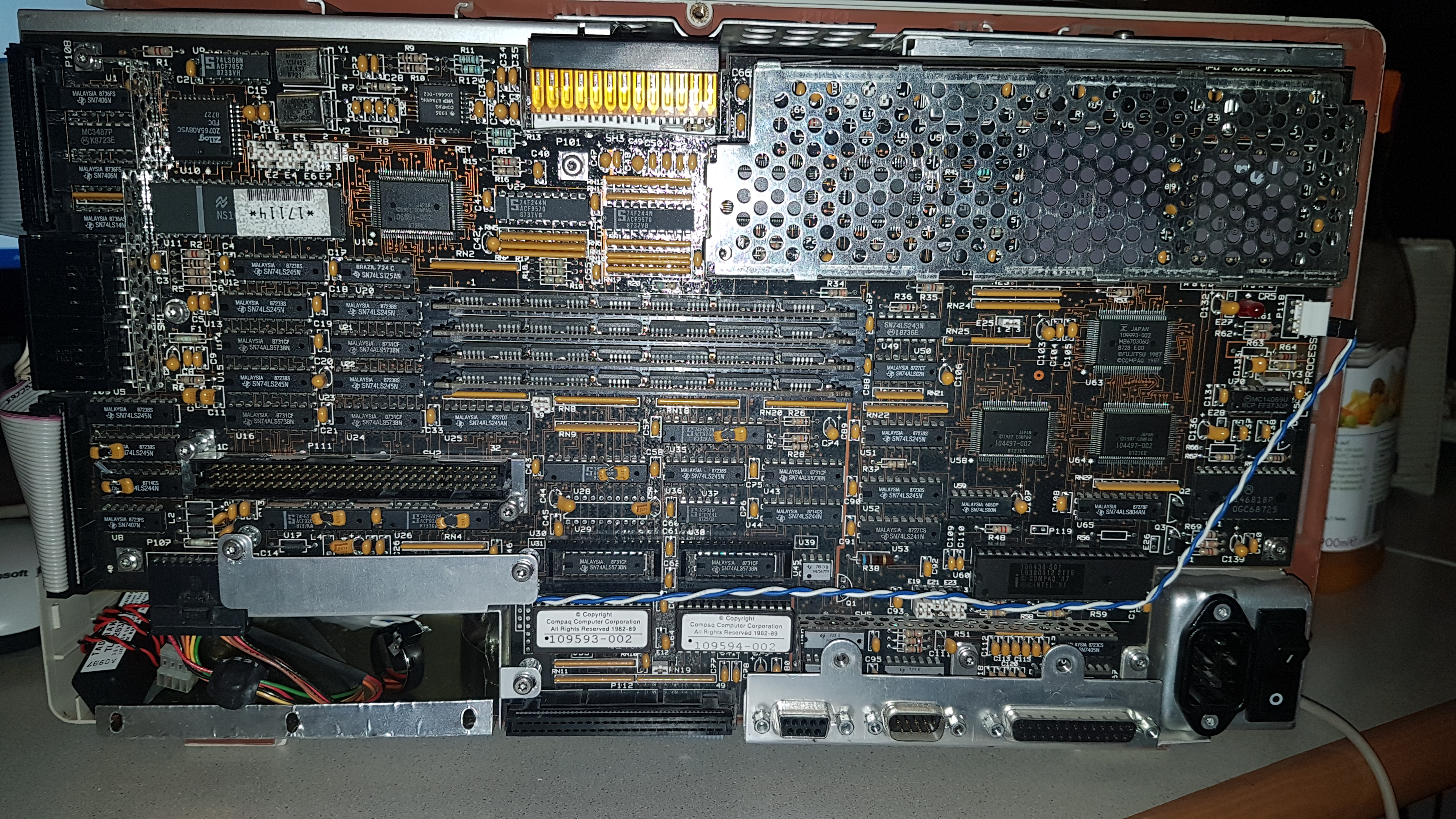
Hauptplatine, mittig zu sehen der SC-RAM, unten links eine Aussparung für Erweiterungskarten

Namensgeber für dieses Modell ist der gesockelte 386DX Prozessor mit 20 MHz. Das Gerät stellt ebenfalls einen Sockel für eine 20 MHz 387 Gleitkommaeinheit bereit, welche in der Standardausstattung nicht enthalten ist.
Da bei 386-Computern der gesamte Systembus mit Prozessorgeschwindigkeit läuft, ist eine Erhöhung der Taktfrequenz des Prozessors durch einen Austausch nur durch den Einsatz eines Cyrix 486DRx2 20/40, welcher den Takt aufgrund eines Multiplikators von 2 verdoppelt (386 Pinout-kompatibler 486er mit 1 kB L1 Cache), möglich.

### Arbeitsspeicher
Die Hauptplatine selbst kann insgesamt vier 512 kB SIMMs eines proprietären Formats (von Compaq SC-RAM genannt) aufnehmen.
Ferner stellte Compaq mehrere Erweiterungskarten bereit, die den Arbeitsspeicher auf bis zu 10 MB erweitern können.
- Die nur optional erhältliche 32-Bit-Speicher-/Modem Trägerplatine wird benötigt, um die Anschlüsse für weitere RAM-Karten bereitzustellen.
- Auf dieser wird eine Erweiterungskarte mit 4 MB (8×512 kB 80 ns, 4 MB Speichererweiterungsplatine) gesteckt, und
- diese wiederum wird benötigt um auf dieser eine weitere 4 MB (8× 512 kB 80 ns, 4 MB Speicherzusatzplatine) Karte aufzustecken.

Der Arbeitsspeicher kann dadurch auf bis zu 10 MB (2 MB Hauptplatine, 8 MB mit Erweiterungskarten) erweitert werden.

### Grafikkarte
Die Grafikkarte kann mittels Jumper nur zwischen CGA und MDA-Emulation eingestellt werden. Die CGA-Ausgabe wird jedoch zwingend für den Compaq Plasma Display-Treiber von Windows bzw. generell für grafische Ausgaben benötigt. Die integrierte Grafikkarte kann über den CGA-Standard (640×200 Pixel) hinaus maximal eine Auflösung von 640×400 Pixel bei zwei Farben (Monochrom) darstellen, ist aber sonst vollständig zu den damaligen Grafik- und Textstandards der pre-EGA-Zeit kompatibel. Das interne, als Compaq Portable Plasma bezeichnete, Display bietet eine Auflösung von 640×400 Pixeln mit 16 Graustufen und ist mittels eines proprietären Anschlusses direkt an die CGA-Platine angebunden.
Es kann zwar via Compaq Expansion Unit eine bessere ISA-Bus-Grafikkarte nachgerüstet, aber nicht mit dem internen Display verwendet werden.

### Festplatte
Das Gerät stellt zwei Schächte für 5,25″ Laufwerke halber Höhe bereit, wovon einer mit einem Einbaurahmen für eine Festplatte mit 3,5″ ausgestattet ist.
Offiziell wurden von Compaq zwei Festplattenmodelle mit entweder 40 MB oder 100 MB angeboten. Wie für Geräte dieser Zeit üblich, ist im BIOS ausschließlich die Angabe vorkonfigurierter Typennummern anstellte einer freien Angabe von CHS-Werten möglich (beispielsweise Typ 17 mit 40 MB oder Typ 42 mit 504 MB). Zudem ist das BIOS auf Festplatten bis maximal 504 MB beschränkt (CHS-Barriere). Für Festplatten über 504 MB ist somit ein Disk-Manager wie Ez-Drive notwendig.
Ferner lassen sich, durch den von Compaq verbauten IDE-Anschluss, via Adapter auch normale 2,5″-Notebook-Festplatten bzw. CompactFlash-Karten (sofern diese ohne LBA funktionieren) betreiben. In Verbindung mit diesen kann man den dann freien 5,25″-Schacht zusätzlich für beispielsweise ein CD-ROM-Laufwerk nützen.

### Diskettenlaufwerk
In seiner Standardausstattung wurde das Gerät mit einem 5,25″ 1,2 MB Diskettenlaufwerk ausgeliefert, es gab jedoch die Möglichkeit, anstelle einer Festplatte ein zweites 5,25″ 360 kB Diskettenlaufwerk zu verbauen. Verwendet wird ein übliches Flachbandkabel wie in Desktop-Computern, daher ist, auch aufgrund der Unterstützung durch das BIOS, der Einbau eines 3,5″ 1,44 MB Diskettenlaufwerkes kein Problem.

### Externe Erweiterungsmöglichkeiten

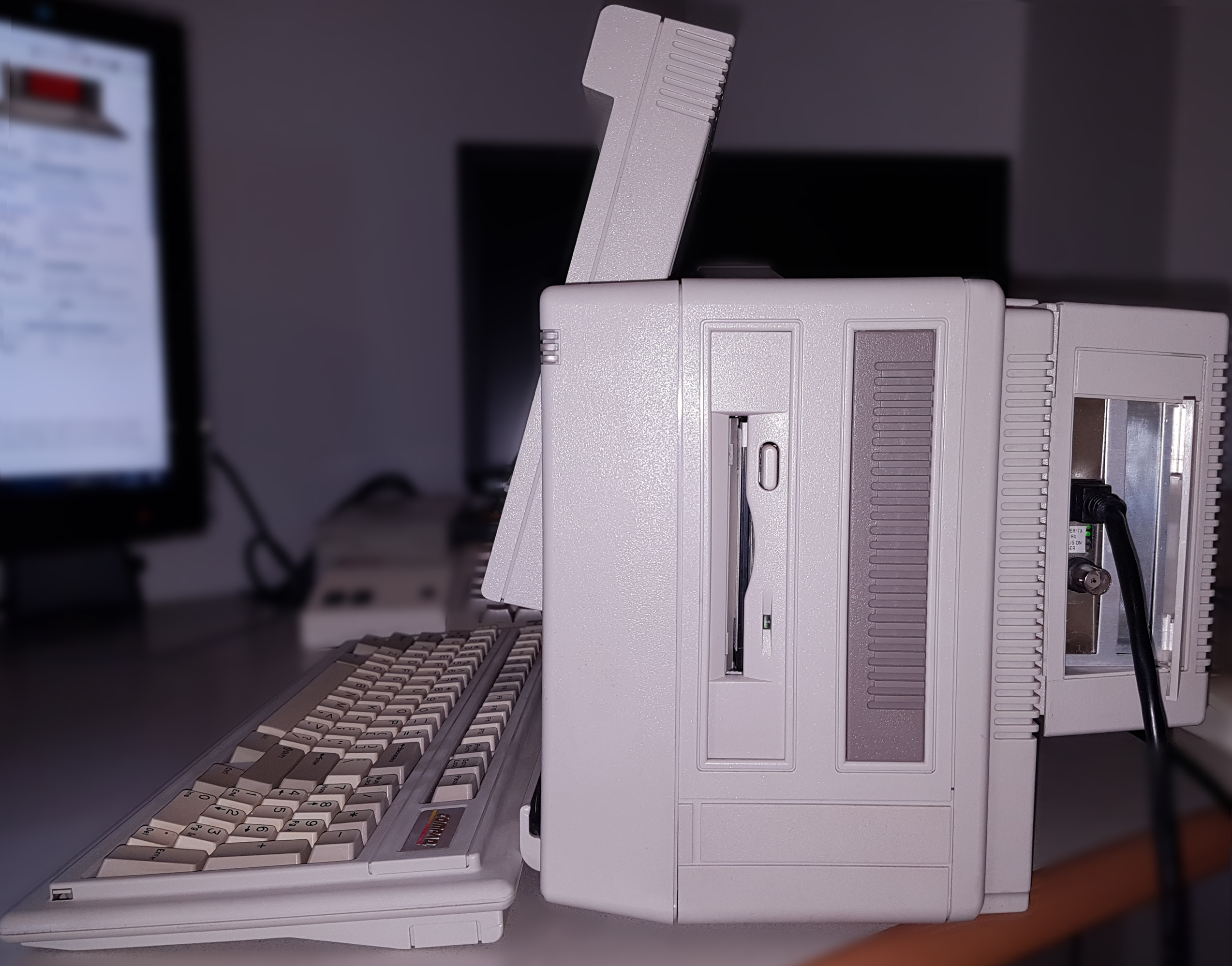
Die Expansion Unit wird auf der Geräterückseite montiert

Um das Gerät als professionellen Partner im Büroalltag vermarkten zu können, bot Compaq auch externe Erweiterungseinheiten an. Ein Wechsel der Erweiterungseinheiten während des Betriebes ist allerdings nicht möglich.
Compaq Expansion Unit
Wie zuvor erwähnt kann das Gerät um die (zu deutsch Erweiterungseinheit genannte) Expansion Unit erweitert werden. Dabei handelt es sich um einen Gehäuseaufsatz mit zwei 16 Bit breiten ISA-Slots voller Länge. In diesem lassen sich ausnahmslos alle je erschienenen ISA-Bus-Karten verwenden.
Seitens Compaq wurde beispielsweise eine COMPAQ-VG-Steuerkarte vermarktet, welche Text und Grafik auf einem externen Compaq VG Monitor in – für damalige Verhältnisse – hoher Auflösung darstellen kann (maximal 720×400 Pixel bei Text, 640×480 Pixel bei Grafik mit jeweils bis zu 256 (aus einer Palette von 256.000) verschiedenen Farben zugleich).
Compaq Expansion Unit mit 40 MB Bandlaufwerk
Anstelle der ISA-Slot Expansion Unit kann auch ein 40 MB Bandlaufwerk von Compaq montiert werden. Das Gehäuse selbst sieht ident zur normalen Expansion Unit aus.

### Interne Erweiterungskarten
Compaq bot von sich aus diverse Erweiterungskarten an, welche über einen proprietären Anschluss im inneren des Gehäuses auch ohne Expansion Unit angeschlossen werden können.
Ein Wechsel der Erweiterungskarten während des Betriebes ist nicht möglich.
32-Bit-Speicher-/Modem Trägerplatine
Mit der 32-Bit Speicher-/Modem Trägerplatine (weiterführend nur mehr Trägerplatine genannt) werden die Speichererweiterungen, die zweite asynchrone Schnittstellen-Platine bzw. Modems mit der Hauptplatine verbunden.
1–2-MB-Speichererweiterungsplatine
Auf der 1–2 MB Speichererweiterungsplatine ist bereits 1 MB RAM verlötet und nimmt 1-MB-SC-RAM Speicher-Module (à 2× 512 kB) auf, die auch auf der Hauptplatine Verwendung finden. Mit dieser Platine kann der Arbeitsspeicher des Portable von 2 MB (Hauptplatine) auf 3 oder 4 MB erweitert werden. Setzt die Trägerplatine voraus, kann nicht zusammen mit einer der folgenden beiden 4-MB-Platinen verwendet werden.
4-MB-Speichererweiterungsplatine
Auf dieser Platine sind 4 MB RAM fest aufgelötet und erweitert den Arbeitsspeicher des Portable auf gesamt 6 MB. Setzt die Trägerplatine voraus, kann nicht zusammen mit einer 1–2-MB-Speichererweiterungsplatine verwendet werden.
4-MB-Speicherzusatzplatine
Die Platine wird auf eine bereits installierte 4-MB-Speicherweiterungs-Platine aufgesteckt, womit der Arbeitsspeicher auf gesamt 10 MB erweitert wird. Setzt die Trägerplatine sowie 4-MB-Speichererweiterungsplatine voraus, kann nicht zusammen mit einer 1–2-MB-Platine verwendet werden.
Asynchrone Schnittstellen-Platine
Diese von Compaq als zweite asynchrone Platine (die erste Platine stellt eine ISA-Karte für die Expansion Unit dar) bezeichnete Erweiterungskarte stellt einen RS232-Anschluss zur Verfügung. Kann nicht zugleich mit der Trägerplatine verwendet werden.
1200 bzw. 2400 Baud Modem
Diese nur als Set erhältlich gewesenen Modems bestehen aus einem zum Hayes-Befehlssatz kompatiblen 1200 oder 2400 Baud Modem, einer Trägerplatine, einer Gehäuseabdeckung sowie einem Telefonkabel für den amerikanischen und kanadischen Markt. Das Modem ist für den Betrieb in Deutschland nicht zugelassen worden.

## BIOS

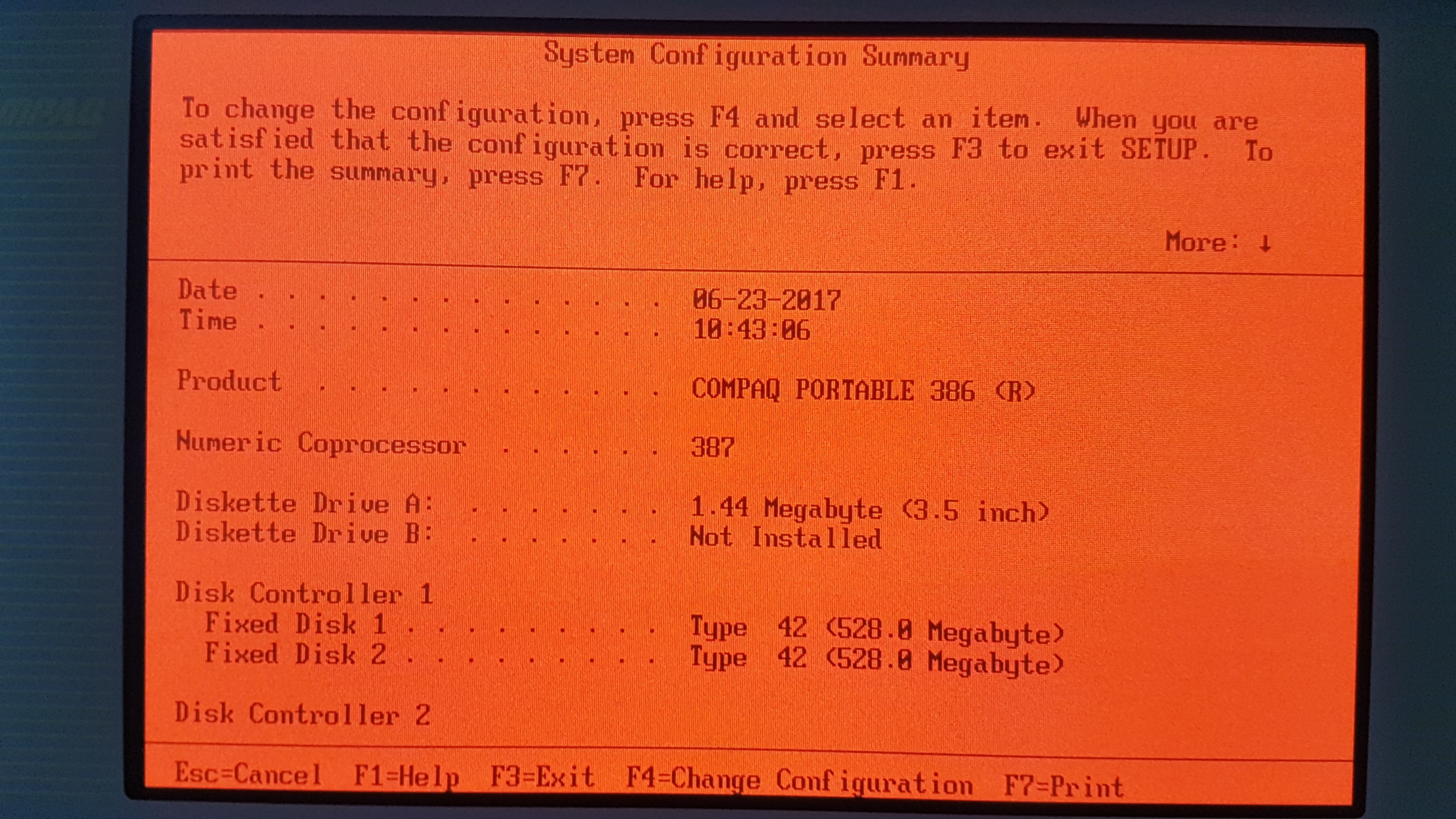
BIOS Übersicht

Das BIOS-Konfigurationsprogramm ist im Gegensatz zu anderen Geräten nicht direkt in einem Chip gespeichert, sondern muss von Diskette geladen werden. Wenn man nicht mehr im Besitz dieser ist, so kann man diese auch heutzutage noch leicht im Internet finden:
- 3,5″-720-KB-Version: SP0308.EXE oder SP0308.ZIP
- 5,25″-360-KB-Version: SP0316.EXE oder SP0316.ZIP

## Software
Der Compaq Portable wurde standardmäßig mit COMPAQ-DOS in Version 3.31 ausgeliefert. Dies ist eine, in Zusammenarbeit mit Microsoft entwickelte, OEM-Version von MS-DOS 3.30 und bietet – im Gegensatz zum Original – schon eine Unterstützung für FAT16 Festplatten über 32 MB.
Mitgeliefert wurde unter anderem eine User Programs Diskette, auf welcher Programme zur Speicherverwaltung und Beeinflussung der Prozessorgeschwindigkeit (zwischen 6, 8 und 20 MHz) vorhanden sind. Diese wären:
- ADAPT.COM (Advanced Display Attribute Programming Tool) ist ein TSR-Programm um die Zeichendarstellung der MDA/CGA-Grafikkarte per Tastenkombination zu steuern
- CACHE.EXE (Compaq Disk Cache) dient ähnlich wie SmartDrive als Festplatten-Cache
- CEMM.EXE (386 CPU) / CEMMP.EXE (286 CPU) dient als Expanded Memory Manager, ist mit Windows 3.1 inkompatibel (Compaq Expanded Memory Manager)
- CHARSET.COM installiert einen alternativen Zeichensatz, bzw. eine alternative Schriftart (THINUS) um die Zeichendarstellung am Plasma Display zu verbessern
- CLOCK.SYS ist ein Treiber für die Echtzeituhr des Portable 386
- MODE.COM ersetzt die von DOS mitgelieferte MODE.COM und erlaubt durch Befehle wie "MODE SEL MDA", "MODE SEL CGA", "MODE SPEED HIGH", "MODE SPEED LOW" zwischen Grafikmodi und Prozessorgeschwindigkeiten zu wechseln
- VDISK.SYS ist ein RAM-Laufwerk-Treiber